# Jorge Inglés
Jorge Inglés (1420 circa – 1500 circa) è stato un pittore e miniatore inglese naturalizzato spagnolo.

## Biografia
Il suo percorso di formazione e di specializzazione è culminato con il suo soggiorno nelle Fiandre, dove ha seguito gli insegnamenti di Rogier van der Weyden e ha imparato la tecnica degli arazzi.
Successivamente Jorge Inglés si trasferì in Castiglia, dove introdusse lo stile gotico fiammingo, durante la sua carriera artistica avvenuta nella seconda metà del XV secolo.
In terra iberica Jorge Inglés effettuò numerose opere per il marchese di Santillana, Íñigo López de Mendoza, divenendo pittore di corte, a cui succedette il Maestro di Sopetrán.

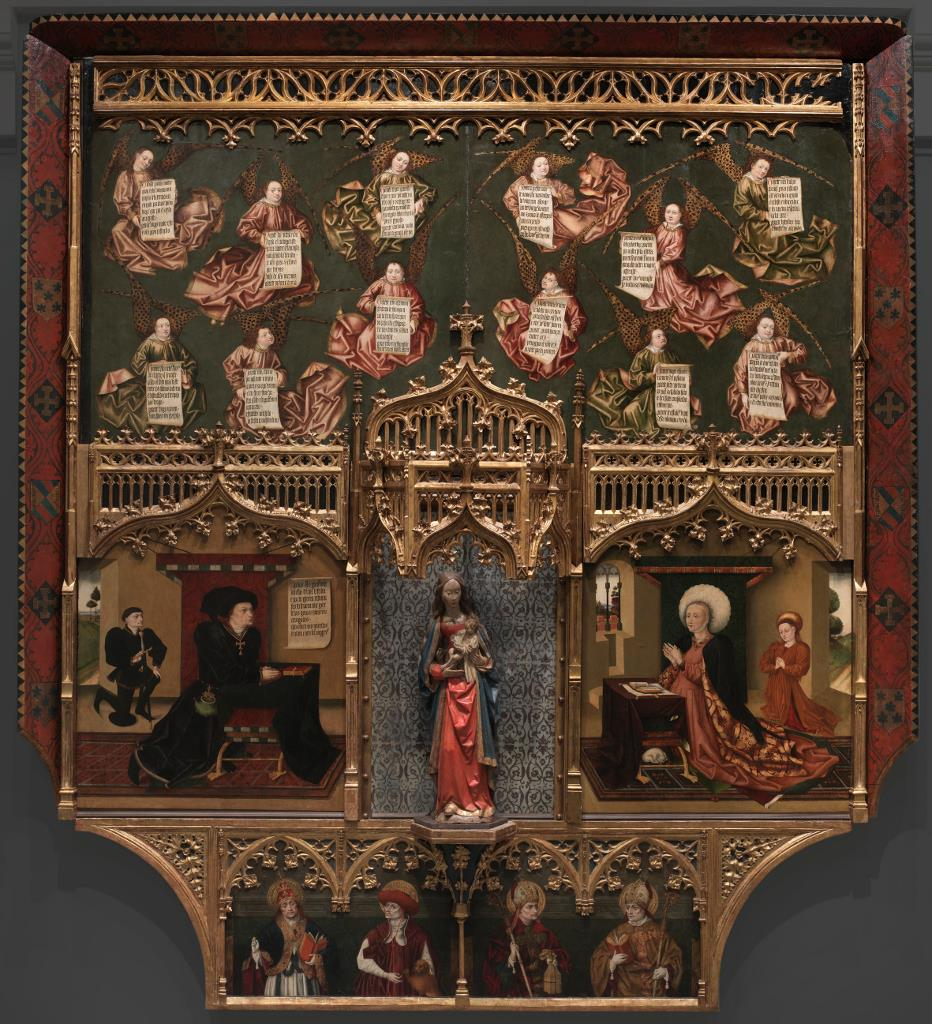
Le gioie di santa Maria

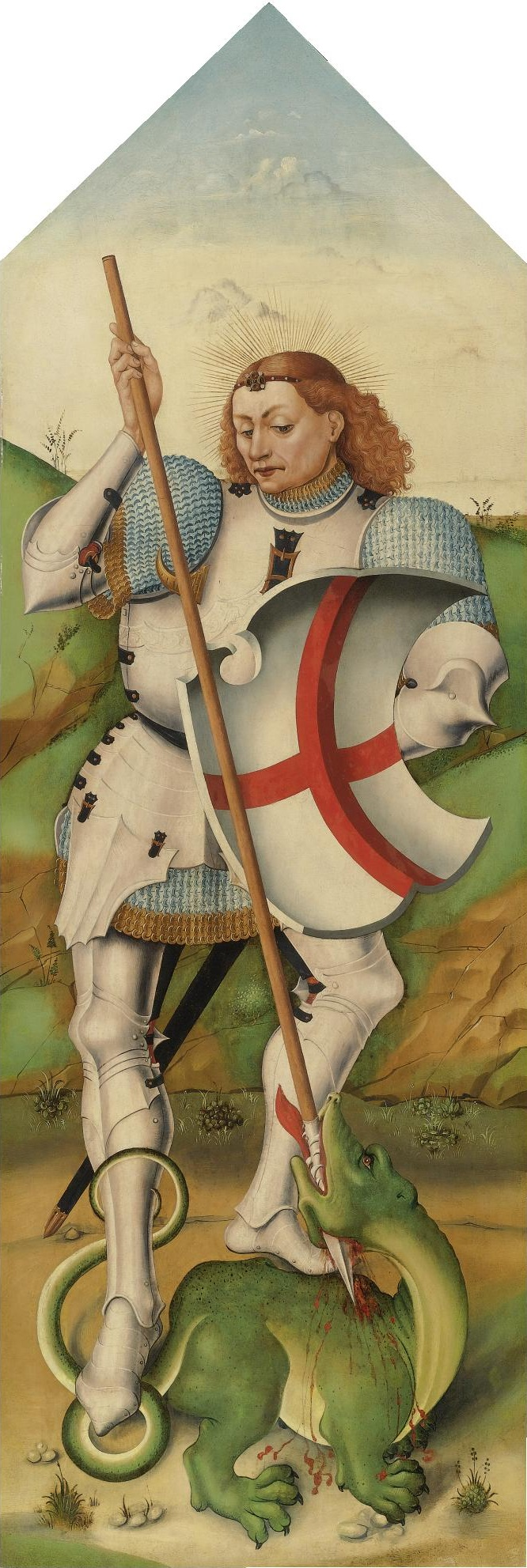
San Giorgio e il drago

Tra le opere di Jorge Inglés sono da ricordare le miniature dei codici della De Beatâ Vitâ di sant'Agostino, del Fedone di Platone, della Cronica General di Alfonso X di Castiglia; il polittico per l'ospedale di Buitrago (1445), caratterizzato da due laterali raffiguranti dodici angeli e il marchese con sua moglie raccolti in preghiera e in contemplazione della Vergine; il polittico del monastero della Mejorana di Olmedo (1470), che rappresenta alcuni degli episodi della vita di san Girolamo; la pala della Madonna di Villasandino; la Trinità con angeli (Museo del Prado); una serie di ritratti, tra i quali quello di Catalina Suárez, in costumi cerimoniali e in atto di devozione alla Vergine.
L'arte di Jorges Inglés si distinse per la caratterizzazione psicologica e la forza espressiva dei volti e delle mani dei personaggi, per il realismo, l'approfondimento e la precisione delle descrizioni e dei dettagli, l'uso uniforme della luce.